# Rozogi
Rozogi (Friedrichshof fino al 1945) è un comune rurale polacco del distretto di Szczytno, nel voivodato della Varmia-Masuria.
Ricopre una superficie di 223,95 km² e nel 2004 contava 5 612 abitanti.
| Nome polacco    | Nome tedesco (fino al 1945)                    | Nome polacco       | Nome tedesco (fino al 1945)        | Nome polacco    | Nome tedesco (fino al 1945)        |
| --------------- | ---------------------------------------------- | ------------------ | ---------------------------------- | --------------- | ---------------------------------- |
| Antonia         |                                                | Kowalik            | Kowallik 1928-45 Waldhof           | Rozogi          | Friedrichshof                      |
| Borki Rozowskie | Borken bei Farienen 1938-45 Wildheide          | Księży Lasek       | Fürstenwalde                       | Spaliny Małe    | Klein Spalienen 1938-45 Spallingen |
| Dąbrowy         |                                                | Kwiatuszki Wielkie | Groß Blumenau                      | Spaliny Wielkie | Groß Spalienen 1938-45 Neuwiesen   |
| Faryny          | Farienen                                       | Lipniak            | Lipniak 1938-45 Lindenheim         | Wilamowo        | Willamowen 1932-45 Wilhelmshof     |
| Gównicha        |                                                | Łuka               | Lucka 1938-45 Luckau               | Wujaki          | Wujaken 1934-45 Ohmswalde          |
| Kiełbasy        | Kelbassen 1935-45 Wehrberg                     | Nowy Suchoros      | Neu Suchoroß 1938-45 Auerswalde    | Wysoki Grąd     | Wysockigrund 1932-45 Lindengrund   |
| Kilimany        | Lipniak bei Liebenberg 1938-45 Friedrichshagen | Orzeszki           | Zielonygrund 1933-45 Schützengrund | Występ          | Wystemp 1934-45 Höhenwerder        |
| Klon            | Liebenberg                                     | Piasutna           | Piassutten 1938-45 Seenwalde       | Zawojki         | Zawoyken 1934-45 Lilienfelde       |
| Kokoszki        | Klein Lindengrund                              | Radostowo          | Radostowen 1936-45 Rehbruch        |                 |                                    |